# … But Seriously
… But Seriously (englisch für „… Aber mal im Ernst“) ist das vierte Studioalbum des britischen Rocksängers Phil Collins. Es erschien am 7. November 1989. Mit über drei Millionen verkauften Exemplaren (6-fach-Platin) ist es das dritterfolgreichste Album in Deutschland seit Einführung der offiziellen Auszeichnungen im Jahr 1975. Weltweit gesehen ist es nach dem Vorgänger No Jacket Required das erfolgreichste Album, das Collins in seiner Solokarriere produzierte.

## Entstehung
Nachdem Collins mit seiner Band Genesis 1986 und 1987 durch das Album Invisible Touch und die dazugehörige Tour einen der größten Erfolge seiner Musikerkarriere erlebte, nahm er im Frühjahr 1988 sein viertes Soloalbum in Angriff, das er erneut zusammen mit Hugh Padgham produzierte. Während Collins für die Aufnahmen seiner bisherigen Alben wenige Monate benötigte, arbeitete er an dem Songmaterial von … But Seriously insgesamt anderthalb Jahre. Nur die Aufnahmen zu Collins’ letztem Studioalbum mit eigenen Liedern, Testify (2002), nahmen noch mehr Zeit in Anspruch.
Ähnlich wie bei früheren Alben bekam er auch hier Unterstützung einiger bekannter Musiker: Stephen Bishop ist auf Do You Remember?, David Crosby auf That’s Just the Way It Is und Another Day in Paradise als Hintergrundsänger zu hören. Des Weiteren waren an dem Album Steve Winwood, der auf All of My Life die Hammond-Orgel spielt, sowie Eric Clapton beteiligt, der bei I Wish It Would Rain Down an der Gitarre zu hören ist.

## Musikstil
Thematisierte Collins auf seinen ersten drei Soloalben überwiegend zwischenmenschliche Beziehungen, die vor allem aus der Trennung seiner damaligen Frau zu Beginn der 1980er-Jahre entstanden sind, behandelt er auf diesem Album hauptsächlich ernste Themen wie Obdachlosigkeit und Kriegsszenarien sowie sozialökonomische und politische Probleme. Auf diese Veränderung in Collins’ Musik deutet auch bereits der Albumtitel hin. Mit Do You Remember? und I Wish It Would Rain Down enthält das Werk nur zwei von Collins’ klassischen Liebesliedern über Trennungsschmerz.
Auch musikalisch ging Collins andere Wege als auf den Vorgängern und spielte bewusst die Titel statt mit Drumcomputer per Hand am Schlagzeug ein und setzte zudem verstärkt das Keyboard ein. … But Seriously vereint außerdem mit dem Instrumentalstück Saturday Night and Sunday Morning und Colours das kürzeste bzw. längste Stück aus Collins’ Solokarriere auf einem Album; letzteres ist musikalisch vergleichbar mit dem Progressive Rock, den er mit seiner Band Genesis spielte.

## Titelliste
Alle Titel wurden von Phil Collins geschrieben, Ausnahmen sind gekennzeichnet. Da auf der CD- und LP/MC-Version nicht nur eine unterschiedliche Anzahl von Titeln, sondern auch eine differenzierte Titelanordnung gewählt wurde, folgen beide Titellisten separat.

### CD & MC
1. Hang In Long Enough – 4:44
2. That’s Just the Way It Is – 5:20
3. Do You Remember? – 4:36
4. Something Happened on the Way to Heaven – 4:51 (Musik: Daryl Stuermer, Phil Collins/Text: Phil Collins)
5. Colours – 8:51
6. I Wish It Would Rain Down – 5:27
7. Another Day in Paradise – 5:22
8. Heat on the Street – 3:51
9. All of My Life – 5:35
10. Saturday Night and Sunday Morning – 1:25 (Musik: Phil Collins, Thomas Washington)
11. Father to Son – 3:28
12. Find a Way to My Heart – 6:10

### LP
1. Hang In Long Enough – 4:44
2. That’s Just the Way It Is – 5:20
3. Find a Way to My Heart – 6:10
4. Colours – 8:51
5. Father to Son – 3:28
6. Another Day in Paradise – 5:22
7. All of My Life – 5:35
8. Something Happened on the Way to Heaven – 4:51
9. Do You Remember? – 4:36
10. I Wish It Would Rain Down – 5:27

## Singleauskopplungen
| Jahr | Titel                                   | Höchstplatzierung, Gesamtwochen/‑monate, AuszeichnungChartplatzierungen (Jahr, Titel, , Platzierungen, Wochen/Monate, Auszeichnungen, Anmerkungen) | Höchstplatzierung, Gesamtwochen/‑monate, AuszeichnungChartplatzierungen (Jahr, Titel, , Platzierungen, Wochen/Monate, Auszeichnungen, Anmerkungen) | Höchstplatzierung, Gesamtwochen/‑monate, AuszeichnungChartplatzierungen (Jahr, Titel, , Platzierungen, Wochen/Monate, Auszeichnungen, Anmerkungen) | Höchstplatzierung, Gesamtwochen/‑monate, AuszeichnungChartplatzierungen (Jahr, Titel, , Platzierungen, Wochen/Monate, Auszeichnungen, Anmerkungen) | Höchstplatzierung, Gesamtwochen/‑monate, AuszeichnungChartplatzierungen (Jahr, Titel, , Platzierungen, Wochen/Monate, Auszeichnungen, Anmerkungen) | Anmerkungen                                                 |
| Jahr | Titel                                   | DE | AT | CH | UK | US | Anmerkungen                                                 |
| ---- | --------------------------------------- | --- | --- | --- | --- | --- | ----------------------------------------------------------- |
| 1989 | Another Day in Paradise                 | DE1 Gold · (30 Wo.)DE | AT2 (5 Mt.)AT | CH1 (20 Wo.)CH | UK2 Gold · (11 Wo.)UK | US1 Gold · (18 Wo.)US | Erstveröffentlichung: 9. Oktober 1989 Verkäufe: + 1.560.000 |
| 1990 | I Wish It Would Rain Down               | DE8 (20 Wo.)DE | AT26 (3 Wo.)AT | CH8 (15 Wo.)CH | UK7 (9 Wo.)UK | US3 (17 Wo.)US | Erstveröffentlichung: 8. Januar 1990                        |
| 1990 | Something Happened on the Way to Heaven | DE26 (21 Wo.)DE | — | CH26 (3 Wo.)CH | UK15 (7 Wo.)UK | US4 (22 Wo.)US | Erstveröffentlichung: 16. April 1990                        |
| 1990 | Do You Remember?                        | — | — | — | — | US4 (19 Wo.)US | Erstveröffentlichung: 26. April 1990                        |
| 1990 | That’s Just the Way It Is               | DE51 (14 Wo.)DE | — | CH29 (1 Wo.)CH | UK26 (5 Wo.)UK | — | Erstveröffentlichung: 16. Juli 1990                         |
| 1990 | Hang In Long Enough                     | — | — | — | UK34 (3 Wo.)UK | US23 (13 Wo.)US | Erstveröffentlichung: 17. September 1990                    |

## Songinformationen
- That’s Just the Way It Is: Laut eigenen Angaben schrieb Collins das Lied, nachdem er den US-amerikanischen Antikriegsfilm Im Westen nichts Neues gesehen hatte. Thematisch setzt sich dieser Song mit den Gefühlen und Gedanken der Soldaten im Krieg auseinander.

- Something Happened on the Way to Heaven wurde ursprünglich als Schlusslied für den Kinofilm Der Rosenkrieg mit Michael Douglas, Kathleen Turner und Danny DeVito geschrieben. Das Stück wurde von den Filmproduzenten jedoch abgelehnt und erschien damit unplanmäßig auf diesem Album statt auf dem Soundtrack des Films. Dies ist der einzige Song des Albums, der in Zusammenarbeit mit dem langjährigen Genesis-Tourmusiker Daryl Stuermer entstand.

- Colours ist ein politisches Lied, das sich mit der Apartheid in Südafrika auseinandersetzt. Nur wenige Monate nachdem dieser Titel auf dem Album erschienen war, wurde Nelson Mandela aus dem Gefängnis freigelassen.

- Heat on the Street: Das Lied handelt von den Problemen von Straßenkindern.

- Bei All of My Life und Father to Son handelt es sich um zwei sehr persönliche Lieder des Künstlers. All of My Life behandelt das Verhältnis zu seinem verstorbenen Vater und dem Gefühl, erst danach erkannt zu haben, dass er nicht genug Zeit mit ihm verbracht hat. Father to Son schrieb Collins für seinen Sohn Simon; es enthält zahlreiche Ratschläge, die er seinem Sohn auf den Weg geben möchte.

## Tournee
Auf die Veröffentlichung des Albums folgte ein gutes Vierteljahr später die Seriously Live! World Tour, bei der Collins mit 127 Konzerten drei Kontinente besuchte und unter anderem auch sechs Konzerte in Deutschland gab. Der erste Auftritt der Tour fand am 26. Februar 1990 in Nagoya in Japan statt. Beendet wurde die Welttournee am 2. Oktober 1990 mit einem Konzert im New Yorker Madison Square Garden.
Wie auch schon bei sämtlichen anderen Genesis- und Solotouren bekam Collins bei dieser Tournee wieder Unterstützung des Schlagzeugers Chester Thompson und des Gitarristen Daryl Stuermer. Die Setlist der Tour war mit mehr als 20 Liedern relativ umfangreich und konzentrierte sich im Gegensatz zu Collins bisherigen Tourneen fast ausschließlich auf Material der bisherigen Soloalben Collins’. Als Material zur Tournee entstanden am 5. November 1990 das Live-Album Serious Hits… Live! sowie die VHS-Kassette Seriously Live in Berlin, die bei dem Konzert am 15. Juli 1990 in der Berliner Waldbühne aufgenommen wurde. Das Konzert wurde am 22. September 2003 mit neuem 5.1-Surround-Sound und diversem Bonusmaterial unter dem Titel Serious Hits… Live als Doppel-DVD wiederveröffentlicht.

## Kommerzieller Erfolg

### Chartplatzierungen
| ChartsChartplatzierungen       | Höchstplatzierung | Wochen |
| ------------------------------ | ----------------- | ------ |
| Deutschland (GfK)              | 12 (15 Wo.)       | 15     |
| Österreich (Ö3)                | 5 (15 Wo.)        | 15     |
| Schweiz (IFPI)                 | 8 (30 Wo.)        | 30     |
| Vereinigte Staaten (Billboard) | 1 (28 Wo.)        | 28     |
| Vereinigtes Königreich (OCC)   | 2 (27 Wo.)        | 27     |

| ChartsJahrescharts (1990) | Platzierung |
| ------------------------- | ----------- |
| Deutschland (GfK)         | 1           |
| Österreich (Ö3)           | 2           |
| Schweiz (IFPI)            | 1           |

| ChartsJahrescharts (1991) | Platzierung |
| ------------------------- | ----------- |
| Deutschland (GfK)         | 76          |

### Auszeichnungen für Musikverkäufe
| Land/Region                  | Auszeichnungen für Musikverkäufe (Land/Region, Auszeichnung, Verkäufe) | Verkäufe   |
| ---------------------------- | ---------------------------------------------------------------------- | ---------- |
| Argentinien (CAPIF)          | 3× Platin                                                              | 180.000    |
| Australien (ARIA)            | 5× Platin                                                              | 350.000    |
| Belgien (BRMA)               | 2× Platin                                                              | 100.000    |
| Brasilien (PMB)              | Gold                                                                   | 100.000    |
| Dänemark (IFPI)              | Gold                                                                   | 10.000     |
| Deutschland (BVMI)           | 6× Platin                                                              | 3.000.000  |
| Finnland (IFPI)              | Platin                                                                 | 74.715     |
| Frankreich (SNEP)            | Diamant                                                                | 1.000.000  |
| Hongkong (IFPI/HKRIA)        | Platin                                                                 | 20.000     |
| Irland (IRMA)                | 2× Platin                                                              | 40.000     |
| Italien (FIMI)               | 3× Platin                                                              | 300.000    |
| Japan (RIAJ)                 | Platin                                                                 | 200.000    |
| Kanada (MC)                  | 7× Platin                                                              | 700.000    |
| Neuseeland (RMNZ)            | 5× Platin                                                              | 100.000    |
| Niederlande (NVPI)           | Platin (WEA Records B.V.) · + Platin (Warner Music Netherlands)        | 200.000    |
| Österreich (IFPI)            | 2× Platin                                                              | 100.000    |
| Portugal (AFP)               | 2× Platin                                                              | 80.000     |
| Schweden (IFPI)              | Gold                                                                   | 50.000     |
| Schweiz (IFPI)               | 5× Platin                                                              | 250.000    |
| Spanien (Promusicae)         | 7× Platin                                                              | 700.000    |
| Vereinigte Staaten (RIAA)    | 4× Platin                                                              | 4.000.000  |
| Vereinigtes Königreich (BPI) | 9× Platin                                                              | 2.750.000  |
| Insgesamt                    | 3× Gold · 67× Platin · 1× Diamant ·                                    | 14.304.715 |

Hauptartikel: Phil Collins/Auszeichnungen für Musikverkäufe